# Allen Welsh Dulles
Allen Welsh Dulles (Watertown, 7 aprile 1893 – Washington, 29 gennaio 1969) è stato un diplomatico, agente segreto, avvocato, funzionario e finanziere statunitense, influente direttore della CIA dal 1953 al 1961 e membro della commissione Warren.
Anticomunista, fu uno dei personaggi più controversi degli Stati Uniti degli anni '40, '50, e '60, assieme al fratello John Foster Dulles.
Come uomo d'affari fu accusato di aver finanziato il Partito nazista di Adolf Hitler in funzione anticomunista, da cui prese però le distanze dal 1935 dopo l'inizio della persecuzione degli ebrei, chiedendo l'intervento contro il Terzo Reich e la fine dell'isolazionismo americano e in veste di avvocato di aver difeso persone come Meyer Lansky e Lucky Luciano.
Sotto le presidenze di Harry Truman, Dwight Eisenhower e John Kennedy, arruolò diversi ex nazisti (tra cui diversi scienziati con l'Operazione Paperclip) alla fine della seconda guerra mondiale, come Werner von Braun, padre del programma spaziale statunitense, partecipò al progetto MKULTRA e diresse diverse attività anticomuniste e anti-sovietiche dell'agenzia, volte al mantenimento della sfera di influenza statunitense durante la guerra fredda e ottenere cambi di regime (anticipando la politica americana spregiudicata dei decenni seguenti, da quella di Henry Kissinger al neoconservatorismo), tra cui il colpo di Stato in Iran del 1953 e lo sbarco alla Baia dei Porci contro Fidel Castro, il cui fallimento pose fine alla carriera di Dulles. Sotto la presidenza di Lyndon Johnson fu nominato membro della Commissione Warren che indagava sull'assassinio di John Fitzgerald Kennedy. La House Select Committee on Assassinations concluse nel 1979 che la CIA non era coinvolta nell'omicidio, ma persiste il dibattito sul ruolo di Dulles nella Commissione Warren.
Diplomatico dal 1916 al 1926, fu finanziere come socio gerente nella Sullivan & Cromwell dal 1926 al 1942, azionista di United Fruit Company e agente segreto dal 1943 al 1945. Dulles fu il primo civile a dirigere la CIA.

## Biografia
(Allen Dulles)
Dulles era secondogenito di Allen Macy Dulles, un pastore presbiteriano, e di Edith Foster-Dulles, figlia dello statista John Watson Foster; suo fratello maggiore era John Foster Dulles, che fu segretario di Stato degli Stati Uniti d'America, sua sorella minore Eleanor Lansing Dulles fu ambasciatrice in Germania, suo zio Robert Lansing segretario di Stato di Thomas Woodrow Wilson e David Rockefeller suo cugino. Suo nipote fu il cardinale Avery Dulles. Per 16 anni, nell'età matura, svolse anche attività privata come avvocato, finanziere, intermediario nella compravendita di armi e banchiere.
Tra il 1915 e il 1916, Dulles, per otto mesi, insegnò nella scuola missionaria di Allahabad, in India. Nel 1914 a Princeton Dulles si laureò in scienza politica e poi ha ricevuto una laurea avanzata nel 1916 anche questo nella scienza politica.
Nel 1920 Dulles si sposò con Martha Clover Todd (nota come Clover) di Baltimora, morta nel 1974. Ebbero tre figli, Clover Todd (nota come Toddy Dulles), Joan Dulles, e Allen Macy Dulles jr., che ebbe una ferita quasi fatale alla testa mentre era in servizio nei marine durante la guerra di Corea, che lo rese inabile per il resto della vita; trascorse il resto della sua vita dentro e fuori da ospedali.
Secondo sua sorella, Eleanor, Dulles ebbe "almeno un centinaio" di relazioni extraconiugali, alcune delle quali avvenute durante il suo mandato alla CIA.

### In diplomazia
Dal 1916 al 1926, per 10 anni, fino all'età di 33 anni, fece parte del corpo diplomatico.
Il 7 luglio 1916 fu assegnato all'ambasciata americana a Vienna, nell'allora Impero austro-ungarico. Il 7 aprile 1917, dopo che gli Stati Uniti dichiararono guerra all'Impero austro-ungarico, la delegazione americana trasferì le proprie operazioni di spionaggio e diplomatiche a Berna. Dulles ricevette l'addestramento nello spionaggio assieme a William S. Stephenson dall'MI6, il servizio di spionaggio britannico, negli Stati Uniti. Dal 23 aprile, Dulles fu militare attivo nell'ambasciata Americana a Berna, per il segretario del Dipartimento di Stato. In novembre del 1918, a 25 anni, in seguito alla resa delle truppe germaniche, Dulles fu assegnato al Boundary Commission a Versailles, dove andò a lavorare sulla nazione appena creata della Cecoslovacchia.
Nel 1919 a Parigi, Dulles servì nell'unità di intelligence del Dipartimento di Stato, durante la conferenza di pace. Dulles rimase nel Dipartimento di Stato dopo che la Germania firmò gli accordi di pace e lavorò all'ambasciata americana a Berlino, trasmettendo informazioni vitali riguardo al caos sociale e politico che era seguito.
Nel mese di maggio 1920 Dulles fu trasferito all'ambasciata americana a Istanbul, dove presentò un rapporto al Dipartimento di Stato su informazioni militari ed economiche della Turchia e sulle attività nel campo petrolifero persiano.
Nel 1922, a 29 anni, Allen ritornò a Washington, come Capo del Dipartimento di Stato della divisione del Vicino Oriente. Qui continuò gli studi in legge alla sera, all'università George Washington Scuola di Legge dove si laureo' nel 1926. Nel 1924, a 30 anni, in coincidenza con il Piano Dawes, Dulles organizzò un grosso prestito per la Krupp. Nel 1925 a Ginevra, Dulles fu il delegato statunitense alla conferenza internazionale sul traffico d'armi (International Conference on Arms Traffic). Nel 1926 a 32 anni, ottenne la docenza in legge, all'università George Washington e cominciò a lavorare allo studio legale Sullivan & Cromwell.
Nell'autunno del 1926, all'età di 33 anni, insoddisfatto dello stipendio diplomatico, diede le dimissioni dal Dipartimento di Stato.

### Finanziere
Da allora e fino al 1942, per 16 anni svolse attività di avvocato e di finanziere. Entrò nella massoneria di rito scozzese. Svolse attività nel Partito Repubblicano. Lavorò nella stessa compagnia nella quale lavorava suo fratello maggiore, alla United Fruit Company, e acquisì dei pacchetti azionari.
Come finanziere Dulles lavorò a New York per Sullivan & Cromwell, una compagnia d'investimento mobiliare di Wall Street, come socio gerente, dove progettò con successo il più grande prestito del Dipartimento del tesoro (30 milioni di dollari) al governo tedesco nazionalsocialista, così come altri prestiti stranieri e divenne l'uomo di punta del Dipartimento di Stato sui prestiti stranieri durante il 1926-1933.
Nel 1930 John Foster Dulles, fratello di Allen, per conto della ricca famiglia di origine cecoslovacca dei Petscheks incaricò il fratello di vendere le azioni della Silesian Coal, a George Menane, prestanome della famiglia Petscheks. Dulles rivendette poi le azioni a Schacht, ministro dell'economia nazista. Dopo la vendita, Dulles diventò direttore della Consolidated Silesian Steel Company; aveva solo una piccola quota nella società, il resto apparteneva a Frederick Flick. In seguito divenne la Silesian-American Corporation, gestita da Prescott Bush e da suo suocero George Walker. In seguito alla seconda guerra mondiale, l'8 novembre 1942, il presidente Roosevelt ordinò la confisca delle azioni.
Nel periodo dal 1926 al 1933, Dulles divenne il principale negoziatore d'armi per il Dipartimento di Stato, fino al 1942. La Brown Brothers si era fusa con la Harriman & Co. di New York per formare la Brown Brothers Harriman. Averell Harriman era un industriale dei trasporti ferroviari e Dulles era suo amico intimo. 
La Brown Brothers Harriman versò il denaro nelle casse del Partito Nazista portando al potere Adolf Hitler. La Brown Brothers Harriman & Co. trasferì via mare in Germania milioni di dollari in oro, acciaio, carburante, carbone e titoli di Stato americani, usati da Hitler per costruire la sua macchina di guerra.
A Colonia, del 4 gennaio 1933 ci fu un incontro segreto fra Hitler, von Papen e il Barone Kurt von Schroder, capo di un impero bancario internazionale. Il barone Schroder aveva precedentemente raccolto fondi per estinguere il debito nazista, imposto dal trattato di Versailles del 28 giugno 1919. Fu solo dopo che Hitler si incontrò in segreto con von Papen nella casa di Colonia del Baron Kurt von Schroder che Hindenburg avrebbe ceduto e avrebbe nominato Hitler cancelliere. A questo incontro presso il Dipartimento di Stato con Hitler sarebbero stati presenti anche i due americani John Foster Dulles e suo fratello Allen. I fratelli Dulles erano presenti come rappresentanti legali per la Kuhn Loeb Company, che aveva concesso ingenti crediti a breve termine alla Germania.
La loro presenza garantiva i crediti per il rimborso da parte di Hitler.
Nel 1934 Allen Dulles è nel consiglio d'amministrazione come direttore della banca Schroeder, suo fratello John Foster Dulles è consigliere legale, e secondo i critici la banca fu uno dei bracci finanziari del nazismo.
Tra la fine degli anni Venti e l'inizio degli anni Trenta, svolse la funzione di consulente legale per le delegazioni sulla limitazione degli armamenti presso la Società delle Nazioni. Incontrò oltre a Hitler, Benito Mussolini, il ministro degli Esteri sovietico Maxim Litvinov e i primi ministri di Gran Bretagna e Francia. Nell'aprile del 1933, Dulles e Norman Davis incontrarono ufficialmente Hitler a Berlino, presso il Dipartimento di Stato . Dopo l'incontro, Dulles scrisse al fratello Foster e lo rassicurò sul fatto che le condizioni sotto il regime di Hitler "non erano così gravi" come aveva indicato un amico allarmista. Dulles parlò raramente del suo incontro con Hitler, e il futuro direttore della CIA Richard Helms non ne aveva mai sentito parlare fino a decenni dopo la morte di Dulles, e si dichiarò scioccato dal fatto che il suo ex capo non gliene avesse mai parlato. Dopo l'incontro con il ministro dell'Informazione tedesco Joseph Goebbels, Dulles dichiarò di essere rimasto impressionato da lui e di aver citato la sua "sincerità e franchezza" durante la loro interazione. Dulles non era antisemita, e negli anni '20, mentre lavorava all'ambasciata di Istanbul, aveva contribuito a smascherare i Protocolli dei Savi di Sion.
Tuttavia, nel 1935, Dulles tornò da un viaggio d'affari in Germania preoccupato per il trattamento riservato dai nazisti agli ebrei tedeschi e, nonostante le obiezioni del fratello, guidò un movimento all'interno dello studio legale Sullivan & Cromwell per chiudere il loro ufficio di Berlino. Lo sforzo ebbe successo e lo studio cessò di condurre affari nella Germania nazista. Mentre il Partito Repubblicano iniziava a dividersi in fazioni isolazioniste e interventiste, Dulles divenne un interventista dichiarato contro la Germania, candidandosi senza successo nel 1938 per la nomination repubblicana nel sedicesimo distretto congressuale di New York su una piattaforma che chiedeva il rafforzamento delle difese statunitensi. Dulles collaborò con Hamilton Fish Armstrong, l'editore della rivista Foreign Affairs, a due libri, Can We Be Neutral? (1936) e Can America Stay Neutral? (1939). Conclusero che l'isolamento diplomatico, militare ed economico, in senso tradizionale, non era più possibile in un sistema internazionale sempre più interdipendente. Dulles aiutò alcuni ebrei tedeschi, come il banchiere Paul Kemper, a fuggire negli Stati Uniti dalla Germania nazista.
Nel 1936 la Banca Schroeder si fonde e forma la Schroeder, Rockfeller & Co. Inc. Carlton P. Fuller presidente, Avery Rockfeller vicepresidente. Nel 1937 alla fine di gennaio, Dulles fonde tutte le sue attività in un unico conto nella stessa banca intestato alla Brown Brothers Harriman-Schroeder e Rock (Rock diminutivo di Rockefeller). John Foster and Allen Dulles furono i due avvocati della Standard Oil Company di John D. Rockefeller, e stavano per essere indagati per gli affari con i nazisti e per la loro propensione all'eugenetica (dottrina di igiene razziale).

### Direttore dell'OSS in Europa
Dal 1942 al 1945 Dulles, durante la seconda guerra mondiale, ritornò nell'esercito, reclutato dal capo dell'OSS, generale William Joseph Donovan, come direttore dell'Office of Strategic Services (OSS) in Europa, con sede a Berna, nome in codice agente 110. La sua copertura era il ruolo di assistente dell'ambasciatore americano in Svizzera.
Il caso Kolbe
Dulles lavorò nell'intelligence riguardante i piani e le attività dei tedeschi. La carriera di Dulles venne beneficiata dalle informazioni fornitegli da Fritz Kolbe, un diplomatico tedesco e nemico dei nazisti. Kolbe fornì documenti segreti riguardanti l'attività delle spie tedesche e piani per il caccia a reazione Messerschmitt Me 262.
Dossier Bergier
L'informazione spionistica più strepitosa fu quella del Dossier Bergier, il rapporto inviato da Dulles a Washington, con tutte le descrizioni riguardanti il programma tedesco dei razzi V1 e V2. Il Dossier Bergier permise agli Alleati il bombardamento e la parziale distruzione del centro di ricerca di Peenemünde, infliggendo un colpo importante alla ricerca nazista di armi di distruzione di massa.
Operazione Sunrise
Allen Dulles fu uno degli attori principali nelle trattative avviate da Max Waibel (operazione Sunrise) (Alba) con Eugen Dollmann e alla capitolazione delle truppe tedesche nel nord Italia. L'accordo fu firmato con il generale Karl Wolff delle SS.

#### Negoziati per la resa tedesca in Italia
Il tesoro della Galleria degli Uffizi, preso dai nazisti, fu subito recuperato e Ferruccio Parri, e altri prigionieri della Gestapo, vennero consegnati all'esercito americano in Svizzera, sani e salvi, nel marzo 1945. La resa definitiva fu firmata il 29 aprile 1945, a Caserta. Per i negoziati per la resa separata delle truppe tedesche in Italia, Dulles verrà decorato dal presidente Truman il 18 luglio del 1946.
I Diari di Galeazzo Ciano
Nel gennaio del 1945 Dulles si incontra con Edda Ciano in Svizzera e dopo accordi con questa, fa microfilmare i diari segreti del marito Galeazzo Ciano.

#### Operazione Paperclip e arruolamento di ex collaborazionisti
Nel novembre 1945, ebbe inizio l'operazione Paperclip ("graffetta") che consistette nella ricerca ed il reclutamento di specialisti ex-nazisti, circa 2.000 fra scienziati e tecnici tedeschi ed i loro familiari, tra il 1945 ed i primi anni cinquanta. L'obiettivo era di sottrarre all'Unione Sovietica durante la guerra fredda l'acquisizione dei progressi scientifici compiuti dalla Germania nazista. Il presidente Harry Truman autorizzò l'operazione a patto che gli scienziati non fossero "esageratamente" nazisti. Nel caso di criminali di guerra nazisti,, come Klaus Barbie e Robert Jan Verbelen, i curriculum erano "ritoccati" dal servizio segreto Counter Intelligence Corps, che apponeva una graffetta per renderli riconoscibili (da ciò deriva il nome dell'operazione). Barbie fu licenziato dal CIC nel 1948 e scappò in Sudamerica. Dulles aiutò Reinhard Gehlen, capo del servizio segreto militare tedesco in URSS, a scappare negli Stati Uniti con 52 casse piene di dossier e documenti che aveva accumulato nei molti anni in cui aveva organizzato lo spionaggio nazista contro l'Unione Sovietica e contro i comunisti italiani e francesi in Russia.
In Italia, in funzione anticomunista, i servizi segreti statunitensi e italiani salvarono, protessero e poi fecero liberare l'ex comandante della Xª MAS Junio Valerio Borghese, tramite il responsabile del controspionaggio James Jesus Angleton.

##### Sostegno agli anticomunisti nell'URSS
Allo stesso tempo la CIA/OSS aiutò nel salvataggio di anticomunisti russi come ex membri dell'esercito collaborazionista di Andrej Andreevič Vlasov: l'agenzia organizzò un Comitato statunitense di liberazione dei popoli della Russia, o Comitato statunitense di liberazione dal bolscevismo, formato da ex combattenti antisovietici e sostenitori del Comitato di liberazione dei popoli della Russia e vicini al Blocco Anti-Bolscevico delle Nazioni fondato dal leader dei nazionalisti ucraini (OUN) Jaroslav Stec'ko, stretto collaboratore di Stepan Bandera, leader dell'OUN e dell'Esercito Insurrezionale Ucraino (UPA); furono sottratti alla consegna a Stalin toccata a Vlasov (giustiziato poco dopo) e alla deportazione come stabilito negli accordi ufficiali degli Alleati, e aiutati per emigrare in USA, protetti dagli agenti segreti statunitensi. Con il Project Aerodynamic venne supportata la resistenza antisovietica clandestina dell'UPA.

### Office of Policy Coordination
Nelle elezioni presidenziali del 1948, Allen Dulles fu capo consigliere del candidato repubblicano Thomas Dewey. I fratelli Dulles e James Forrestal contribuirono a formare l'Ufficio di Coordinamento delle Politiche (Office of Policy Coordination), che fu un apparato degli Stati Uniti per operazioni psicologiche segrete e di organizzazione di azioni paramilitari. L'Office of Policy Coordination fu creato con il documento NSC 10/2 del Concilio di Sicurezza Nazionale degli Stati Uniti (United States National Security Council), come un ufficio indipendente nel 1948, si fuse con la Central Intelligence Agency nel 1951. Il funzionario del Dipartimento di Stato George Frost Kennan, fautore della politica del contenimento, fu la figura chiave della creazione dell'Office of Policy Coordination.

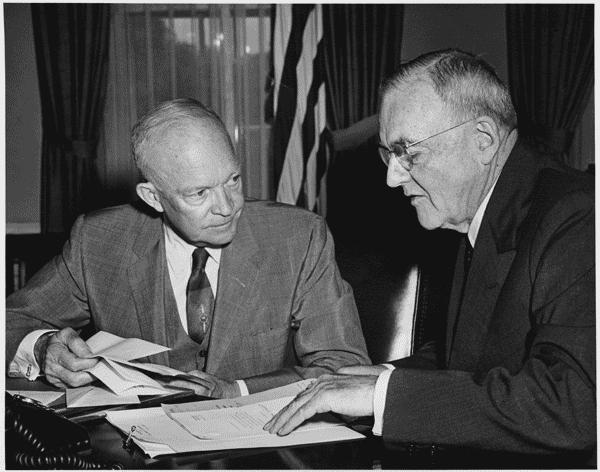
Il fratello John Foster Dulles, segretario di Stato, con il presidente Eisenhower nel 1956

Nel 1952, l'ufficio passò sotto il controllo diretto della CIA e fu fuso con il suo Ufficio Operazioni speciali per formare il National Clandestine Service. Con ciò la CIA, oltre ad essere un servizio di raccolta informazioni, divenne anche il titolare unico del servizio di intervento paramilitari, che Allen Dulles e suo fratello John Foster Dulles adopereranno per molti interventi armati, in funzione anticomunista, degli Stati Uniti in supporto alla politica estera, dal 1953 al 1959, durante la guerra fredda. John Foster morì nel 1959, diminuendo l'influenza della famiglia Dulles sull'ammimistrazione.

### Direttore della CIA

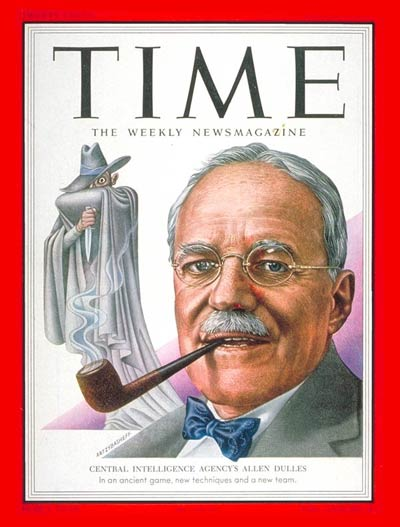
Copertina del Time dedicata a Dulles nel 1953

Nel 1953 Dulles divenne il primo civile ad essere direttore della CIA, durante il periodo del maccartismo. La CIA si impegnò in colpi di Stato, campagne politiche anticomuniste e sostegno alle insurrezioni anticomuniste nell'Europa Orientale.

#### Guerra psicologica
Dulles fu il promotore dell'uso della guerra psicologica contro l'Unione Sovietica durante la guerra fredda, promuovendo e finanziando la creazione di Radio Free Europe, fondata dal Congresso nel 1949, e implementandola dopo la sua nomina a direttore. La radio, con sede a Monaco di Baviera, trasmetteva trasmissioni anticomuniste e pro-democrazia liberale oltre la cortina di ferro tramite stazioni con enormi antenne situate in posti isolati come Pals in Catalogna, nella Spagna franchista. I programmi riuscivano ad aggirare il segnale di disturbo sovietico trasmettendo almeno 2 ore al giorno anche sul territorio dell'URSS durante lo stalinismo.
Dopo la fine dell'URSS, i nazionalisti russi diffusero un documento falso intitolato Piano Dulles o Dottrina Dulles (in russo: План Даллеса o Доктрина Даллеса), base di una teoria del complotto russa (simile alle accuse rivolte in seguito agli americani per le rivoluzioni colorate), secondo la quale il capo della CIA e suo fratello avevano sviluppato un piano per gli Stati Uniti per distruggere l'Unione Sovietica durante la guerra fredda corrompendo segretamente il patrimonio culturale e i valori morali della nazione sovietica tramite la propaganda di idee occidentali e anticomuniste. Il piano fu pubblicato per la prima volta in Russia poco dopo la dissoluzione dell'URSS e fu spesso citato da importanti politici, giornalisti e scrittori russi.

#### Operazione Ajax
Sotto la direzione di Allen Dulles, l'agenzia di spionaggio riuscì nei suoi primi colpi di Stato, per rimuovere capi di Stato stranieri sgraditi, con operazioni coperte da segreto. L'operazione Ajax fu la denominazione che il direttore diede al colpo di Stato in Iran nel 1953, per difendere la proprietà dei campi petroliferi privilegiati della Anglo-Iranian Oil Company che era in società con la Standard Oil Company (Indiana) (poi Amoco) di suo zio John Davison Rockefeller, contro il primo ministro democraticamente eletto dal presidente Mohammad Mossadeq, perché voleva nazionalizzare l'industria petrolifera del proprio paese. Mossadeq venne deposto e condannato a morte, pena che in seguito fu commutata agli arresti domiciliari. La conseguenza è stata l'instaurazione dell'autocrazia dello scià Mohammad Reza Pahlavi, filo-occidentale e che tentò un'opera di modernizzazione, la rivoluzione bianca; lo scià fu deposto dalla Rivoluzione iraniana nel 1979 che instaurò una teocrazia islamica e l'Iran divenne più anti-americano di quando c'era la democrazia di Mossadeq.

#### Operazione PBSUCCESS
Operation PBSUCCESS fu la denominazione che il direttore diede al colpo di Stato in Guatemala nel 1954, contro il governo democraticamente eletto del presidente Jacobo Arbenz Guzmán che venne rimosso perché voleva nazionalizzare terreni e proprietà, senza minacciare la sicurezza di altri paesi. Queste operazioni segrete di ingerenza nella politica interna di altri paesi, costituirono una parte importante della politica estera per la "sicurezza nazionale" durante la guerra fredda, dell'amministrazione Eisenhower, note come "New Look" (Nuova Apparenza).

#### Operazione Mockingbird
Dulles promosse inoltre l'operazione Mockingbird, un programma che aveva come scopo quello di influenzare la popolazione americana, per mezzo di propaganda su pubblicazioni come Reader's Digest, Life, Time e altri media statunitensi. Dulles, il 3 agosto 1953, fece pubblicare un articolo sul Time, intitolato "L'uomo dall'aria innocente" (The Man with the Innocent Air). Nel marzo del 1953, il senatore Joseph McCarthy iniziò una serie di investigazioni sulla potenziale sovversione comunista all'interno della CIA. Anche se nessuna delle investigazioni rivelò alcun comportamento sbagliato, le audizioni della Commissione per le attività antiamericane erano comunque un danno potenziale, non solo per la reputazione della CIA, ma anche per la sicurezza di informazioni sensibili. Su richiesta di Dulles, il presidente Eisenhower richiese che McCarthy smettesse di emettere citazioni in giudizio contro la CIA.

#### Congo
Dulles considerava Patrice Lumumba un politico estremamente pericoloso e la CIA stanziò 100.000 dollari per assassinarlo mediante un complotto, ma alla fine il piano non venne realizzato. Nonostante la CIA finanziasse i ribelli che uccisero Lumumba, la responsabilità fu dei militari e indirettamente del governo del Belgio che inviò truppe nella crisi del Katanga.

#### Gruppo NSC 5412/2
Allen Dulles fu a capo del gruppo NSC 5412/2, a partire dagli anni 1950, insieme a Gordon Gray, consigliere per la sicurezza nazionale, a James Douglas, segretario della difesa e a Livingston T. Merchant, vice-ministro degli affari politici., che ideava azioni segrete e operazioni sotto copertura, in particolare ideò l'Invasione della baia dei Porci per preparare l'invasione di Cuba. Il cardinale Avery Robert Dulles, gesuita, figlio di John Foster Dulles, consigliò suo zio Allen Dulles di ingaggiare Manolo Artime, un giovane medico, sostenuto da una fazione dei gesuiti, rappresentata da padre Posada, un sacerdote gesuita, come comandante della Brigata 2506.

#### Progetto MK-ULTRA
Inizialmente denominato "Project Bluebird" (merlo azzurro) e successivamente "Project Artichoke" (carciofo), fu infine chiamato "MK-Ultra" nel 1953.
Il progetto Mk-Ultra fu ordinato dal direttore della CIA, Allen Dulles, il 13 aprile 1953, al fine di contrastare gli studi russi, cinesi e coreani sul cosiddetto controllo mentale (mind control), ovvero sul controllo della psiche delle persone. Questa tecnica avrebbe dovuto portare numerosi vantaggi, come ad esempio la creazione di assassini inconsapevoli o il controllo di leader stranieri scomodi. Il progetto sarebbe stato sovvenzionato da un totale di 25 milioni di dollari e ne furono coinvolte 80 istituzioni tra cui 44 università e 12 ospedali.
Nel 1964 il progetto fu rinominato "MK-Search" in quanto si stava specializzando nella creazione del cosiddetto siero della verità, a base di LSD, prodotto dapprima in Belgio, dal laboratorio Le Clocheton di Ronald Stark e in seguito direttamente negli Stati Uniti dalla Eli Lilly, a partire dal 1954. La sostanza è stata usata per interrogare esponenti del KGB durante la guerra fredda, come Yuri Nosenko. Dato che quasi tutti i documenti riguardanti l'MK-ULTRA sono stati distrutti nel 1973, dall'allora direttore della CIA Richard Helms, è praticamente impossibile riuscire a ricostruire tutte le attività svolte nell'ambito di questo progetto.

#### La CIA in Vietnam
Allen Dulles, sotto la responsabilità politica di Eisenhower, mandò il generale Edward Lansdale, nell'ottobre del 1956, come capo della missione militare e poi come direttore della stazione CIA a Saigon capitale del Vietnam del Sud e come consigliere di Ngo Diem. La guerra del Vietnam sarebbe iniziata con Kennedy solo il decennio seguente.

#### Rivoluzione ungherese del 1956
Nel contesto della rivoluzione ungherese del 1956, John Foster Dulles e Allen Dulles ebbero un ruolo significativo. Il governo degli Stati Uniti, pur esprimendo sostegno al desiderio di libertà del popolo ungherese e a Imre Nagy, adottò infine un approccio cauto, temendo l'escalation in un conflitto più ampio con l'Unione Sovietica. L'amministrazione Eisenhower, compresi i fratelli Dulles, optò per una politica volta a "tenere la pentola sul fuoco" nell'Europa orientale, incoraggiando la graduale erosione dell'influenza sovietica senza rischiare uno scontro diretto. Una delle principali preoccupazioni era che un intervento diretto degli Stati Uniti, sia militare che tramite azioni segrete, potesse scatenare una guerra nucleare con l'Unione Sovietica. 
Radio Free Europe ebbe un ruolo importante nella trasmissione delle notizie sulla rivoluzione e sulle reazioni occidentali, nonché nella diffusione di informazioni sul "discorso segreto" di Kruscev e sugli sforzi di liberalizzazione e destalinizzazione in altri paesi del blocco orientale. Sebbene le trasmissioni di RFE mirassero a incoraggiare la resistenza, è importante notare che non incitavano esplicitamente alla rivolta armata prima della rivoluzione. La radio sostenne la rivoluzione ungherese, ma molti insorti credettero erroneamente che gli Stati Uniti sarebbero intervenuti contro l'invasione sovietica, cosa che violava la politica proclamata da Dwight Eisenhower, che rifiutò di intervenire militarmente. Dulles difese la radio ma prese le distanze da certi servizi che ventilavano agli insorti l'intervento americano. Gli USA non intervennero, nonostante le richieste di aiuto dei ribelli ungheresi, per timore di una guerra tra superpotenze una volta violati gli accordi di Yalta. Gli Stati Uniti speravano che l'ONU assumesse una posizione più decisa, ma alla fine la risposta delle Nazioni Unite fu limitata. Alla fine gli USA si limitarono ad operazioni di salvataggio ed esfiltrazione di insorti ungheresi e dissidenti. Circa 200.000 ungheresi espatriarono, quasi tutti in Austria, e ci furono 2500 morti. Alcune fonti citano una frase di Allen Dulles secondo cui una rivolta più violenta, anche con un numero elevato di vittime, avrebbe potuto essere più efficace a lungo termine ma probabilmente si sarebbe riferito, in una conversazione privata sulla rivolta di Poznań, ammirata da Dulles, alla ribellione cecoslovacca di Brno finita in un nulla di fatto ("sarei rimasto meno deluso, e il popolo cecoslovacco avrebbe avuto una stima molto più alta nel mondo, se ci fossero state mille o diecimila persone uccise. Uccidiamo più persone sulle strade ogni giorno senza motivo...bisogna correre dei rischi", citando Vladimir Lenin, "certo a Poznań ci sono state molte vittime, ma non si può fare una frittata senza rompere le uova"). Dulles avrebbe voluto intervenire invece per salvare gli insorti dei moti di Berlino Est del 1953, e considerava la partecipazione di molti giovani in Ungheria come "una nuova luce" con il loro coraggio, che con Poznań aveva scosso il sistema sovietico; disse ad Eisenhower che di fatto "l'URSS ha perso un satellite e una provincia conquistata e il mito della morbida ragionevolezza del comunismo è stato distrutto agli occhi del mondo" con l'invasione sovietica. Dulles nutriva altresì dubbi sulla proposta di una dichiarazione ufficiale statunitense in occasione dell'anniversario della rivolta, mettendone in dubbio l'impatto sul popolo ungherese. La rivolta favorì comunque un enorme sentimento antisovietico all'est e nel mondo occidentale, con molte persone e partiti che si staccarono dal comunismo e da Mosca.

#### Operazione 40
Secondo quanto rivelato dalla commissione Church nel 1976, Allen Dulles aveva sottoposto all'approvazione del presidente Eisenhower un piano per assassinare Fidel Castro, con l'aiuto della mafia, nell'ambito dell'Operazione 40.

#### La fallita invasione di Cuba
"Operazione Zapata" fu il nome in codice che Dulles diede all'invasione di Cuba, contro Fidel Castro, più nota come invasione della baia dei Porci. In realtà era un'operazione rischiosa perché furono schierati 1.460 fra mercenari ed esuli cubani, contro i 20.000 uomini che schierò l'esercito cubano: quando i partigiani cubani furono attaccati dall'esercito castrista, non ci fu nessuna copertura aerea perché non era previsto che l'aviazione statunitense attaccasse uno stato sovrano. Gli aerei cubani silurarono le navi avversarie con i rifornimenti di carburante, munizioni e cibo e gli invasori dopo tre giorni dovettero arrendersi.
Dopo il fallimento la CIA, proseguì in maniera più discreta la sua attività contro Cuba con l'Operazione Mongoose, già iniziata precedentemente, mentre non riuscì ad effettuare la progettata Operazione Northwoods.

### Dimissioni e ultimi anni

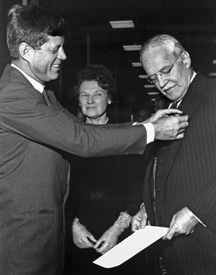
Momento del conferimento della National security medal a Dulles da parte di Kennedy presso la sede della CIA di Langley, 28 novembre 1961. Il giorno dopo si sarebbe dimesso dalla carica di Director of Central Intelligence

Durante l'amministrazione Kennedy, Dulles fronteggiò delle critiche crescenti, alcune palesemente veritiere come aver promosso finanziamenti ai nazisti prima della seconda guerra mondiale ed essersi avvalso della collaborazione di criminali mafiosi. La fallita invasione della baia dei Porci minò la credibilità della CIA, e i regimi filo-americani ma impopolari, favoriti da Dulles, in Iran, e in Guatemala, vennero visti come brutali e corrotti. Dulles venne infine silurato da Kennedy, il 28 novembre 1961, a causa della fallita invasione della Baia dei Porci, poco dopo aver sostenuto la richiesta di autorizzare l'operazione Northwoods. L'anno dopo vi fu la crisi dei missili di Cuba.

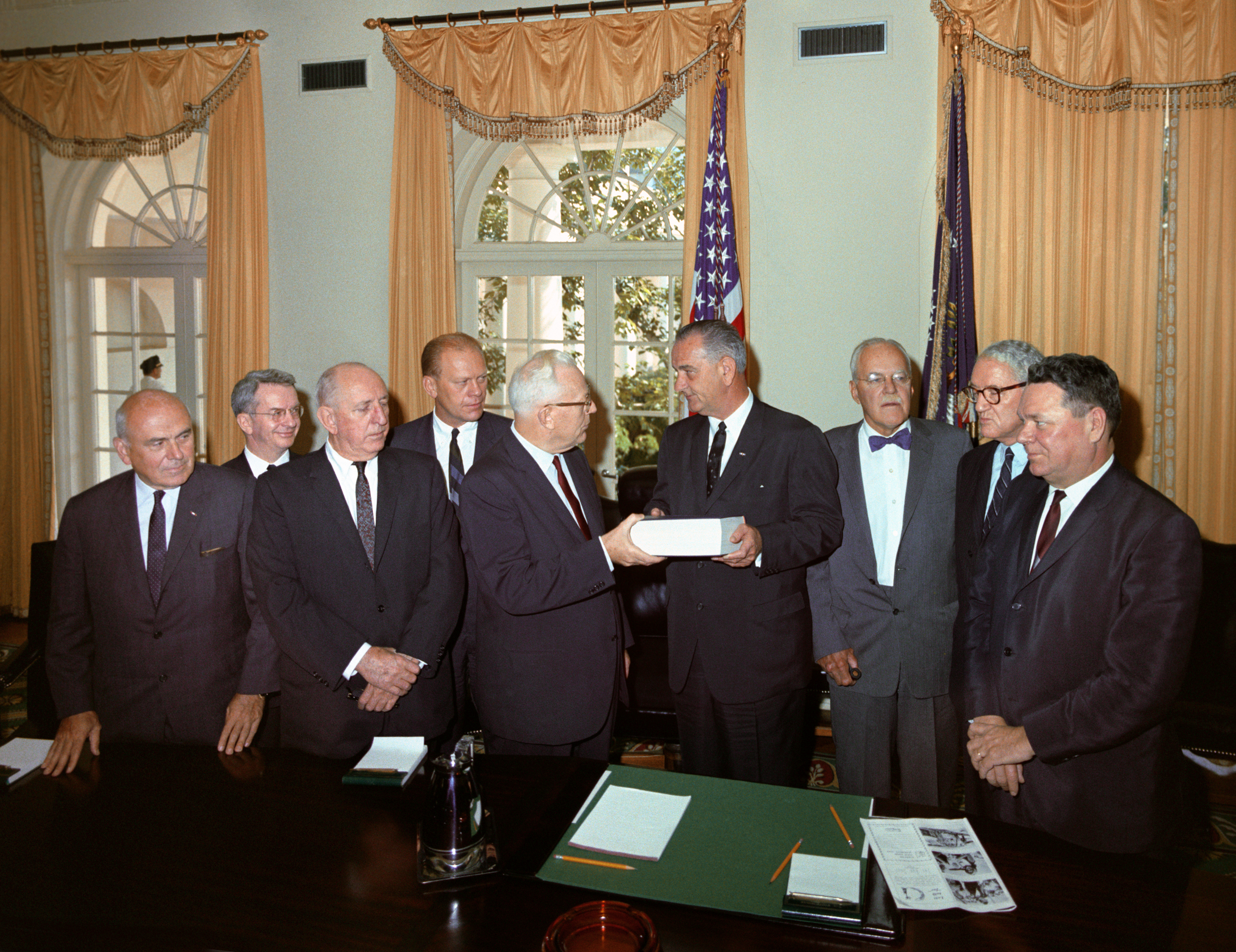
I membri della Commissione Warren al momento della presentazione delle loro relazioni sull'assassinio del presidente John Fitzgerald Kennedy davanti al presidente Lyndon Johnson, presso la Cabinet Room della Casa Bianca, 24 settembre 1964.

Dopo l'assassinio di Kennedy, Dulles chiese insistentemente al presidente Johnson di prendere parte alla commissione Warren per investigare sulle cause dell'omicidio del presidente.
Andato in pensione, Dulles scrisse un libro Master of Spies, dove giustifica il fallimento dell'invasione di Cuba, con una dettagliata descrizione della propria vita da direttore dello spionaggio americano negli anni 1950.
Nel 1969 Dulles, grande fumatore, morì per un'influenza, complicata da una polmonite, all'età di 75 anni.

## Opere
- Nel 1947 pubblicò Germany's Underground; tradotto come Storie vere di spie, Garzanti, 1969.
- From Hitler's Doorstep: the wartime intelligence reports of Alan Welsh Dulles, ISBN 0-271-01485-7.
- Nel 1963, pubblicò il libro The Craft of Intelligence, ISBN 1-59228-297-0; tradotto in Italia come L'arte del servizio segreto, Garzanti, 1963.
- Nel 1966 The Secret Surrender, ISBN 1-59228-368-3; tradotto come La resa segreta. 17 fotografie fuori testo, Garzanti 1967.